# Henry Ward Beecher
Pour les articles homonymes, voir Beecher.
Henry Ward Beecher (24 juin 1813 - 8 mars 1887) est un célèbre pasteur abolitionniste américain qui contribue en 1854 à la croisade du Kansas en organisant des souscriptions pour armer les abolitionnistes.

## Biographie

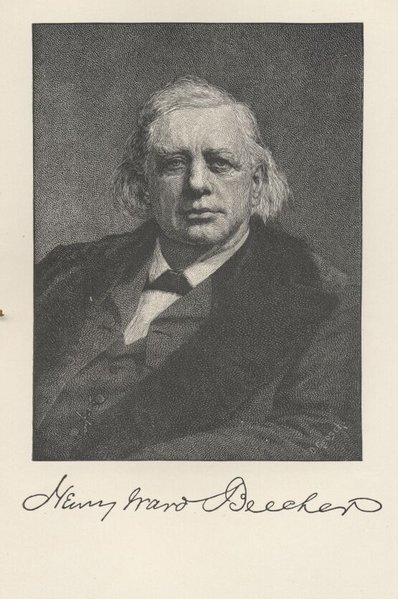
Henry Ward Beecher.

Né à Litchfield, dans le Connecticut, fils du pasteur Lyman Beecher, il perd sa mère Roxana Foote à l'âge de trois ans. Diplômé (Bachelor of Arts / licence) de l'Amherst College en 1834, il devient pasteur à Indianapolis, puis à Plymouth (État de New York) et Brooklyn, près de New York. Il s'impose comme l’un des plus puissants et des plus renommés prédicateurs américains. Il crée sous le nom de The Christian Union le magazine new-yorkais de tendance chrétienne progressiste Outlook qui est rebaptisé par Lyman Abbott en 1893,,.
Farouche opposant à l'esclavage, il lève à plusieurs reprises des fonds au moment des troubles au Kansas et devient célèbre en envoyant des armes aux abolitionnistes. Ses envois de caisses de « bibles » contenant en réalité des fusils et des carabines Sharps sont restés célèbres sous le nom de bibles de Beecher.
Il soutient financièrement et moralement Myrtilla Miner pour la création et l’administration de la Normal School for Colored Girls à Washington.
Chaque semaine, des milliers de fidèles venaient l'écouter. L’écrivain Mark Twain, venu écouter l’un de ses sermons, ressort abasourdi, devant la manière dont Beecher possédait son auditoire, à coup d'incantations, de cris et de martèlement du pied. Le pasteur se prononce également en faveur du droit de vote des femmes, mais s’oppose très violemment à « la prêtresse de l’amour libre », Victoria Woodhull. Le jour où une ancienne maitresse de Beecher se confie à elle, Victoria Woodhull pense tenir une revanche contre ce puritain qui la fustige toutes les semaines. Elle publie un article où elle se moque du pasteur, fort porté sur les conquêtes et accusé d'avoir une liaison avec une femme mariée.
Le procès à rebondissements qui l’oppose à Henry Ward Beecher la laisse ruinée, seule et totalement déconsidérée. Isabella, demi-sœur de Henry Ward Beecher, féministe convaincue, est ostracisée jusqu’à sa mort par la famille, pour avoir défendu Victoria.
Issu d'une large fratrie, il est notamment le frère d'Harriet Beecher Stowe, symbole de la lutte antiesclavagiste, auteur du roman largement diffusé, La Case de l'oncle Tom, et de l'enseignante et écrivaine abolitionniste Catharine Beecher.